# Plinia darienensis
Plinia darienensis är en myrtenväxtart som beskrevs av Barrie. Plinia darienensis ingår i släktet Plinia och familjen myrtenväxter. Inga underarter finns listade i Catalogue of Life.